# Bundestagswahlkreis Cuxhaven – Stade II
Der Bundestagswahlkreis Cuxhaven – Stade II (Wahlkreis 29) liegt in Niedersachsen und umfasst den Landkreis Cuxhaven sowie den Nordteil des Landkreises Stade mit der Gemeinde Drochtersen sowie den Samtgemeinden Oldendorf-Himmelpforten und  Nordkehdingen.
Der Wahlkreis wurde zur Bundestagswahl 2009 im Rahmen einer vollständigen Neueinteilung des Weser-Elbe-Raums in Niedersachsen neu eingerichtet und bekam die Wahlkreisnummer 30. Die Neueinteilung war erforderlich, da Niedersachsen ein zusätzlicher Wahlkreis zugeteilt wurde. Bei den Bundestagswahlen 2002 und 2005 gehörte das Gebiet des neuen Wahlkreises zu den Wahlkreisen 30 Cuxhaven – Osterholz und 31 Stade – Cuxhaven. Seit der Wahl 2013 trägt er die Wahlkreisnummer 29.

## Wahlkreisabgeordnete
| Wahl | Abgeordneter | Abgeordneter          | Partei | Stimmen in % |
| ---- | ------------ | --------------------- | ------ | ------------ |
| 2009 |              | Enak Ferlemann        | CDU    | 38,6         |
| 2013 | 46,8         | Enak Ferlemann        | CDU    |              |
| 2017 | 42,7         | Enak Ferlemann        | CDU    |              |
| 2021 |              | Daniel Schneider      | SPD    | 36,8         |
| 2025 |              | Christoph Frauenpreiß | CDU    | 32,7         |

## Wahlergebnisse

### Bundestagswahl 2025
| Kandidaten                                            | Kandidaten                         | Parteien/Listen     | Erststimmen | Erststimmen | Zweitstimmen | Zweitstimmen |
| Kandidaten                                            | Kandidaten                         | Parteien/Listen     | Stimmen     | %           | Stimmen      | %            |
| ----------------------------------------------------- | ---------------------------------- | ------------------- | ----------- | ----------- | ------------ | ------------ |
|                                                       | Daniel Schneider                   | SPD                 | 46.915      | 30,5        | 37.040       | 24,0         |
|                                                       | Christoph Frauenpreißgewählt im WK | CDU                 | 50.395      | 32,7        | 45.964       | 29,8         |
|                                                       | Christopher Jesse                  | GRÜNE               | 11.030      | 7,2         | 13.656       | 8,8          |
|                                                       | Günter Wichert                     | FDP                 | 4.166       | 2,7         | 5.823        | 3,8          |
|                                                       | Sebastian Sieg                     | AfD                 | 30.472      | 19,8        | 30.933       | 20,0         |
|                                                       | Hilke Hochheiden                   | DIE LINKE           | 7.968       | 5,2         | 9.280        | 6,0          |
|                                                       | —                                  | Tierschutzpartei    | –           | –           | 2.095        | 1,4          |
|                                                       | —                                  | dieBasis            | –           | –           | 530          | 0,3          |
|                                                       | —                                  | Die PARTEI          | –           | –           | 635          | 0,4          |
|                                                       | Rüdiger Kurmann                    | FREIE WÄHLER        | 3.087       | 2,0         | 1.232        | 0,8          |
|                                                       | —                                  | Piraten             | –           | –           | 225          | 0,1          |
|                                                       | —                                  | Volt                | –           | –           | 967          | 0,6          |
|                                                       | —                                  | PdH                 | –           | –           | 65           | 0,0          |
|                                                       | —                                  | MLPD                | –           | –           | 24           | 0,0          |
|                                                       | —                                  | Bündnis Deutschland | –           | –           | 190          | 0,1          |
|                                                       | —                                  | BSW                 | –           | –           | 5.729        | 3,7          |
| Gesamt                                                | Gesamt                             | Gesamt              | 154.033     | 100         | 154.388      | 100          |
|                                                       |                                    |                     |             |             |              |              |
| Ungültige Stimmen                                     | Ungültige Stimmen                  | Ungültige Stimmen   | 1.143       | 0,7         | 788          | 0,5          |
| Wähler                                                | Wähler                             | Wähler              | 155.176     | 82,9        | 155.176      | 82,9         |
| Wahlberechtigte                                       | Wahlberechtigte                    | Wahlberechtigte     | 187.076     |             | 187.076      |              |
|                                                       |                                    |                     |             |             |              |              |
| Quellen: Die Bundeswahlleiterin, Kandidaten – Stimmen |                                    |                     |             |             |              |              |

### Bundestagswahl 2021
Der Stimmzettel zur Bundestagswahl am 26. September 2021 umfasst 21 Landeslisten. In der folgenden Tabelle sind die jeweiligen Direktkandidaten und Wahlergebnisse der Parteien aufgeführt.
| Direktkandidat       | Partei           | Erststimmen in % | Zweitstimmen in % |
| -------------------- | ---------------- | ---------------- | ----------------- |
| Enak Ferlemann       | CDU              | 30,1             | 26,2              |
| Daniel Schneider     | SPD              | 36,8             | 35,0              |
| Günter Ernst Wichert | FDP              | 6,9              | 10,1              |
| Hans Olaf Kappelt    | AfD              | 7,3              | 7,9               |
| Stefan Wenzel        | GRÜNE            | 11,0             | 12,6              |
| Dietmar Buttler      | DIE LINKE        | 1,9              | 2,6               |
| Dirk Sieling         | Die PARTEI       | 1,3              | 0,8               |
| Susanne Berghoff     | Tierschutzpartei | 2,1              | 1,7               |
| Claudia Theis        | FREIE WÄHLER     | 1,5              | 1,1               |
| -                    | PIRATEN          |                  | 0,3               |
| –                    | NPD              |                  | 0,1               |
| –                    | V-Partei³        |                  | 0,1               |
| –                    | ÖDP              |                  | 0,1               |
| -                    | MLPD             |                  | 0,0               |
| –                    | DKP              |                  | 0,0               |
| Peter von der Geest  | dieBasis         | 1,0              | 1,0               |
| –                    | du.              |                  | 0,1               |
| –                    | LKR              |                  | 0,0               |
| -                    | Die Humanisten   |                  | 0,1               |
| –                    | Team Todenhöfer  |                  | 0,2               |
| –                    | Volt             |                  | 0,2               |

### Bundestagswahl 2017
Zur Bundestagswahl 2017 am 24. September wurden 7 Direktkandidaten und 18 Landeslisten zugelassen.
| Direktkandidat  | Partei           | Erststimmen in % | Zweitstimmen in % |
| --------------- | ---------------- | ---------------- | ----------------- |
| Enak Ferlemann  | CDU              | 42,7             | 38,5              |
| Susanne Puvogel | SPD              | 30,7             | 27,7              |
| Marco Rützel    | FDP              | 5,0              | 8,2               |
| Marcel Duda     | GRÜNE            | 6,1              | 6,9               |
| Nadije Memedi   | DIE LINKE.       | 5,8              | 6,5               |
| –               | PIRATEN          | –                | 0,3               |
| –               | NPD              | –                | 0,3               |
| –               | Tierschutzpartei | –                | 1,0               |
| –               | MLPD             | –                | 0,0               |
| Peter Würdig    | AfD              | 8,5              | 9,0               |
| –               | DiB              | –                | 0,1               |
| –               | DKP              | –                | 0,0               |
| Lutz Mehrtens   | FREIE WÄHLER     | 1,3              | 0,6               |
| –               | BGE              | –                | 0,1               |
| –               | DM               | –                | 0,1               |
| –               | ÖDP              | –                | 0,1               |
| –               | Die PARTEI       | –                | 0,6               |
| –               | V-Partei³        | –                | 0,1               |

### Bundestagswahl 2013
Diese fand am 22. September 2013 statt. Es waren 14 Landeslisten zugelassen.
| Direktkandidat   | Partei           | Erststimmen in % | Zweitstimmen in % |
| ---------------- | ---------------- | ---------------- | ----------------- |
| Enak Ferlemann   | CDU              | 46,8             | 43,9              |
| Gunnar Wegener   | SPD              | 36,4             | 33,5              |
| Karl Behn        | FDP              | 1,4              | 3,6               |
| Eva Viehoff      | GRÜNE            | 6,1              | 7,1               |
| Guido Hagelstede | DIE LINKE.       | 3,6              | 4,6               |
| Christian Braun  | PIRATEN          | 1,6              | 1,4               |
| Andreas Haack    | NPD              | 1,0              | 0,9               |
| –                | Tierschutzpartei | –                | 0,8               |
| –                | MLPD             | –                | 0,0               |
| Bernhard Vogel   | AfD              | 3,0              | 3,5               |
| –                | pro Deutschland  | –                | 0,1               |
| –                | REP              | –                | 0,0               |
| –                | FREIE WÄHLER     | –                | 0,4               |
| –                | PBC              | –                | 0,1               |
| Gerald Lukas     | Bündnis 21/RRP   | 0,2              | –                 |

### Bundestagswahl 2009
| Direktkandidat   | Partei                | Erststimmen in % | Zweitstimmen in % |
| ---------------- | --------------------- | ---------------- | ----------------- |
| Enak Ferlemann   | CDU                   | 38,6             | 34,8              |
| Thurid Küber     | SPD                   | 37,7             | 30,3              |
| Beate Adler      | Bündnis 90/Die Grünen | 6,3              | 8,9               |
| Frank Erkner     | FDP                   | 7,8              | 12,8              |
| Ulrich Schröder  | Die Linke.            | 7,7              | 8,9               |
| Helmut Walter    | NPD                   | 1,4              | 1,2               |
| Charlotte Didlap | unabhängig            | 0,6              | –                 |